# Aeroportul Mampikony
Aeroportul Mampikony (IATA: WMP, ICAO: FMNP) este un aeroport din Mampikony⁠(d), Distrikan'i Mampikony⁠(d), Regiunea Sofia, Madagascar.
Situat la o altitudine de 29 m, aeroportul dispune de o singură pistă.